# 丹尼斯·沃德婁
丹尼斯·沃德婁（英語：Dennis Wardlow,1954年—），曾三次擔任美國佛羅里達州基韋斯特市長。
其最著名的政治作秀是1982年的海螺共和國事件；他宣布基韋斯特獨立，改名海螺共和國，自稱閣揆，並以麵包擲向一名美國海軍水手，向美國政府宣戰了一分鐘，以抗議美国边境巡逻队所設置的路障嚴重影響佛羅里達礁島群的旅遊事業，後來美國政府讓步。

## 外部連結
- Wardlow fined by Governor Bush for ethics violations
- 丹尼斯·沃德婁在互联网电影资料库（IMDb）上的資料（英文）